# Макгоуэн, Пол
Пол Макго́уэн (англ. Paul McGowan; род. 7 октября 1987, Белсхилл, Стратклайд) — шотландский футболист. Нападающий клуба «Коув Рейнджерс». За свою карьеру помимо «тёмно-синих» играл в различных футбольных коллективах Шотландии, таких как «Селтик», «Гринок Мортон», «Гамильтон Академикал» и «Сент-Миррен».

## Клубная карьера

### «Селтик»
Пол является воспитанником Академии глазговского «Селтика». Дебют Макгоуэна в составе «кельтов» состоялся в сентябре 2007 года в победном матче «бело-зелёных» над клубом «Инвернесс Каледониан Тисл».
Первый гол за глазговцев Пол забил 7 августа 2008 года в товарищеской встрече с английским «Манчестером Сити», проходившей на стадионе «Селтик Парк». В этой же игре он имел шанс сделать «дубль», однако его удар пришёлся в каркас ворот манкунианцев, а сама встреча закончилась с счётом 1:1.
10 декабря 2008 года Макгоуэн впервые вышел за глазговцев в еврокубковом матче, заменив партнёра по команде Эйдена Макгиди на 75-й минуте встречи с испанским «Вильярреалом». Игра проходила в рамках последнего тура группы E Лиги чемпионов. «Кельты» победили испанцев 2:0, но всё равно финишировали с худшим результатом в своей группе.
17 декабря 2009 года Пол дебютировал в другом европейском турнире — Лиге Европы. Соперником «Селтика» был австрийский клуб «Рапид». Макгоуэн, выйдя в стартовом составе «бело-зелёных», провёл весь матч и отличился забитым голом на 91-й минуте встречи.

### «Гринок Мортон»
В сезоне 2006/07 Пол на правах аренды присоединился к клубу «Гринок Мортон», выступавшему во Втором дивизионе Шотландии. Играя на позиции форварда, он забил 16 мячей в 44 играх клуба, став лучшим бомбардиром команды. «Мортон», победив в турнире, вышел в Первый дивизион, а самого Макгоуэна включили в символическую сборную сезона Второй шотландской лиги. Также он занял третье место в споре за звание «Футболиста года».
В межсезонье «Гринок Мортон» попытался выкупить у «Селтика» трансфер игрока, однако глазговцы запросили за Пола слишком большую сумму для «сине-белых», и переход не состоялся.

### «Гамильтон Академикал»
В январское трансферное окно 2009 года Макгоуэн вновь оказался в аренде — в клубе шотландской Премьер-лиги, «Гамильтон Академикал». Первую игру за «Академикал» Пол сыграл уже 10 января, когда в матче Кубка Шотландии его команда победила «Росс Каунти» 1:0. Проведя за «Гамильтон» 16 игр и забив 1 гол, в мае этого же года Макгоуэн вернулся в стан «кельтов».

### «Сент-Миррен»
В июле 2010 года Пол в третий раз в своей карьере был ссужен «Селтиком» в другой клуб — на этот раз в команду «Сент-Миррен».
Дебют Макгоуэна за «святых» состоялся 14 августа, когда его клуб встречался с «Данди Юнайтед». Через одиннадцать дней Пол открыл счёт своим голам в «Сент-Миррене», поразив в матче Кубка Лиги ворота «Росс Каунти». 18 января 2011 года Макгоуэн оформил свой первый «хет-трик» в профессиональной карьере. Случилось это в поединке Четвёртого раунда Кубка Шотландии, в котором соперником «святых» был «Питерхед». Окончательный счёт матча — 6:1 в пользу «Сент-Миррена».
6 июня 2011 года нападающий перебрался в стан «святых» на постоянной основе, заключив двухлетнее соглашение о сотрудничестве. 12 января 2012 года Макгоуэн был признан «Игроком месяца шотландской Премьер-лиги» по итогам декабря.

### Клубная статистика
| Клуб                     | Сезон                    | Чемпионат | Чемпионат | Кубок | Кубок | Кубок Лиги | Кубок Лиги | Кубок Вызова | Кубок Вызова | Еврокубки | Еврокубки | Итого | Итого |
| Клуб                     | Сезон                    | Игры      | Голы      | Игры  | Голы  | Игры       | Голы       | Игры         | Голы         | Игры      | Голы      | Игры  | Голы  |
| ------------------------ | ------------------------ | --------- | --------- | ----- | ----- | ---------- | ---------- | ------------ | ------------ | --------- | --------- | ----- | ----- |
| Селтик                   | 2007/08                  | 1         | 0         | —     | —     | —          | —          | —            | —            | —         | —         | 1     | 0     |
| Селтик                   | 2008/09                  | —         | —         | —     | —     | —          | —          | —            | —            | 1         | 0         | 1     | 0     |
| Селтик                   | 2009/10                  | 5         | 0         | —     | —     | —          | —          | —            | —            | 1         | 1         | 6     | 1     |
| Всего за «Селтик»        | Всего за «Селтик»        | 6         | 0         | 0     | 0     | 0          | 0          | 0            | 0            | 2         | 1         | 8     | 1     |
| Гринок Мортон            | 2006/07                  | 36        | 11        | 3     | 1     | 1          | 1          | 4            | 1            | —         | —         | 44    | 14    |
| Всего за «Гринок Мортон» | Всего за «Гринок Мортон» | 36        | 11        | 3     | 1     | 1          | 1          | 4            | 1            | 0         | 0         | 44    | 14    |
| Гамильтон Академикал     | 2008/09                  | 14        | 1         | 2     | 0     | —          | —          | —            | —            | —         | —         | 16    | 1     |
| Всего за «Гамильтон»     | Всего за «Гамильтон»     | 14        | 1         | 2     | 0     | 0          | 0          | 0            | 0            | 0         | 0         | 16    | 1     |
| Сент-Миррен              | 2010/11                  | 33        | 1         | 5     | 4     | 1          | 1          | —            | —            | —         | —         | 39    | 6     |
| Сент-Миррен              | 2011/12                  | 37        | 8         | 5     | 0     | 3          | 0          | —            | —            | —         | —         | 45    | 8     |
| Сент-Миррен              | 2012/13                  | 20        | 4         | 2     | 0     | 4          | 2          | —            | —            | —         | —         | 26    | 6     |
| Всего за «Сент-Миррен»   | Всего за «Сент-Миррен»   | 90        | 13        | 12    | 4     | 8          | 3          | 0            | 0            | 0         | 0         | 110   | 20    |
| Всего за карьеру         | Всего за карьеру         | 146       | 25        | 17    | 5     | 9          | 4          | 4            | 1            | 2         | 1         | 178   | 36    |

(откорректировано по состоянию на 3 апреля 2013)

### Достижения

#### Командные достижения
«Гринок Мортон»
- Победитель Второго дивизиона Шотландии: 2006/07

«Сент-Миррен»
- Обладатель Кубка шотландской лиги: 2012/13

#### Личные достижения
- Молодой игрок месяца Шотландской Футбольной лиги: январь 2007
- Игрок месяца шотландской Премьер-лиги: декабрь 2011

## Личная жизнь
Макгоуэн женат, имеет сына Лео.